# タウン情報誌
タウン情報誌（タウンじょうほうし）は、ひとつの都市、あるいは隣接する複数の都市からなる地域に重点を置いて、その地域に根ざした情報を扱う情報誌である。タウン誌（タウンし）、また新聞・フリーペーパー形態のものはタウン紙（タウンし）とも呼ばれる。地方の中小出版社が発行することが多い。

## 概要
地方の中小出版社が発行する刊行物型タウン誌は「タウン情報 全国ネットワーク (TJN) 」に加盟している場合が多い。長らくその地域でタウン誌を発行してきたTJN加盟誌の場合、交通の発達や低廉化、モータリゼーションによる移動の自由の拡大、都市圏や経済圏の拡大など、読者層の行動範囲の拡大に同期して、取材対象範囲は1つの都市から道府県全体、あるいは隣県にまで拡大し「地域圏情報誌」の形態となっている場合も多くみられる。
そこに、元々取材範囲が広い旅行雑誌の出版社や大手出版社が、「大都市圏全域」「地方単位」「大都市圏内の都市単位」など、地域の実情やターゲット読者層に合わせた様々な対象地域で参入してきた。例えば、角川書店の『ウォーカー』シリーズは、首都圏と京阪神で「大都市圏全域」と「大都市圏内の都市（県）単位」の2つの範囲を設定して各々のタウン誌を発行し、北海道地方・東海地方・九州地方では「地方単位」のタウン誌を発行している。
一方で業界大手のリクルートでは、旅の情報誌『じゃらん』シリーズを首都圏と関西、東海、中国・四国、九州、東北、北海道の7エリアで発行。高年齢層向けには『おとなのいい旅』シリーズを北海道、九州、東日本版の3版を発行している。
大手出版社のこのような動きに対し、地方の出版社では、年代別・ライフスタイル別のタウン誌を発行するようになった。例えば、20代 - 30代（M1・F1）の子育て世代を対象とした「子育て関連タウン誌」、10代 - 20代（Tと1）を対象としたインディーズ音楽・ストリートファッションなどを掲載する「地域限定ファッション誌」、20代後半以降（1と2）を主な読者層とし、より広い地域を対象地域として、小旅行やグルメなどのちょっとリッチな生活をするための「高級タウン誌」、50代以降（M3・F3）の富裕層を読者層とし、海外も含めたさらに広い地域でのライフスタイル提案をする「富裕層タウン誌」も発行されている。
ここ数年の間に、無料配布されるフリーペーパー型のタウン情報誌の進出が目立つようになった。チラシのようなものからタブロイド版、冊子型など様々なスタイルがあり、各戸に無料配布されるなど入手しやすいところから、新たなタウン情報ツールとして幅広い年代層に支持されている。それにともないタウン情報誌を紹介するポータルサイトも見られるようになった。『タウン誌ネットワークU-nyo!』をはじめ、様々なウェブサイトで全国のタウン誌の情報を紹介している。

### 発行形態
- 刊行物
- フリーペーパー
- 新聞折込

## 内容
刊行物型のタウン誌では、雑誌・情報誌一般と同様、300-500円程度の価格に抑えるために広告記事（記事の形式を採った広告）と広告のページが多くを占めるが、地方出版社も大手出版社の多くも、編集部をその地域の中心都市に置いてきめ細かい取材を行い、偏りの少ない誌面構成や記事内容を作っている。そのため、その街に住む人たちに愛読され、また、遠方からの旅行客にとっては旅行ガイドとともに地域の穴場情報を得る手段として活用されている。
一方、フリーペーパー型・新聞折込型・ウェブ雑誌型の場合は、無料化したために誌面の大半が広告となるわけだが、広告記事（記事の形式を採った広告）など見せ方を工夫している。

### 一般のタウン誌
一般のタウン情報誌の読者層は、大学生年代から30代後半程度であるため、飲食店関連・ファッション関連・ドライブ旅行関連・結婚式関連を中心としている。あからさまに広告となる業種については別冊化して雑誌に挟まれたり、印刷や大きさを変えて綴じ込みにする場合もある。
一般的な刊行物型のタウン誌の主な内容は次の通り。
- 特集
- 店舗情報（新規オープン、既存店）
  - 飲食店
  - ファッション店
  - 美容室
- 結婚式関連
- イベント情報
  - コンサート・ライブ情報
  - 祭り、地域イベント
  - 文化・スポーツイベント
  - 映画館上映スケジュール
- 周辺観光情報
- テレビ・ラジオ欄
- 求人情報
- 読者の投稿欄
- その他

### 別冊
タウン情報誌の内容とリンクした様々な別冊が多数発行されている。
ラーメン、レストラン、美容室、旅行、結婚式場などをまとめた別冊が多くみられる。

## 全国のタウン情報誌
※印の付いたものは「タウン情報全国ネットワーク」加盟誌。

### 北海道地方

#### 広域タウン情報誌
- 北海道内
  - 北海道内「poroco」（えんれいしゃ【北海道空港グループ】）※（月刊誌）
  - 北海道内「HO」（ぶらんとマガジン社）（月刊誌）
  - 北海道内「O.tone」（あるた出版）（月刊誌）
  - 北海道内「北海道じゃらん」（リクルート北海道じゃらん）（月刊誌）
  - 北海道内「すすきのTOWN情報」（休刊）
  - 北海道内「おとなのいい旅北海道」（休刊）
  - 北海道内「北海道ウォーカー」（休刊）

#### 市町村域タウン情報誌
- 北海道
  - 小樽市「ラブおたる」（坂の街出版企画）（月刊誌）[2]
  - 小樽市「月刊おたる」（株式会社月刊おたる）（月刊誌）[3]
  - 旭川市「ベアーズマガジン」（休刊）
  - 釧路市「月刊fit」（廃刊）
  - 釧路市「週刊fit」（廃刊）
  - 釧路市「KUSHIRO DAISUKI」（廃刊）
  - 北見市「Cam's 北見」（ビーカムズ）（廃刊）
  - 函館市「peeps hakodate」（フリーペーパー）

### 東北地方

#### 広域タウン情報誌
- 東北地方
  - 「東北じゃらん」（廃刊）
- 仙台周辺
  - 「Kappo仙台闊歩」（プレスアート）（隔月刊誌）
  - 「COLOR」（休刊）
- 郡山周辺
  - 「だいすき」(月刊誌・フリーペーパー)

#### 県域タウン情報誌
- 青森県
  - 青森市「ふぃ〜らあ」（フィーラー倶楽部）※（隔月刊誌）
  - 八戸市「八戸マガジンUKIPAL」（企業組合ユキパル）（月刊誌）
  - 八戸市「月刊はちのへ情報 Amuse」（有限会社アミューズ）（月刊誌）
  - 弘前市「弘前」（北方新社）（休刊）[4]
- 秋田県
  - 秋田市「あきたタウン情報」（株式会社あきたタウン情報 ）※（月刊誌）
  - 秋田市「あっぷる」（株式会社システム・インベスト）（廃刊[5]）
  - 横手市「月刊andnow(あんどなう)」（株式会社オアシス）（休刊）
  - 横手市「どあっぷなう」（フリーペーパー）
- 岩手県
  - 盛岡市「アキュート (acute)」（東洋アドシステム）※（月刊誌）
  - 盛岡市「Vivitto」（廃刊）
  - 奥州市「Oh!Shun」（梅小花通信社）（フリーペーパー）
  - 久慈市「月刊 ダ・なす」（月刊誌）
- 宮城県
  - 仙台市「S-style」（プレスアート【ユーメディアグループ】）※（月刊誌）
  - 「りらく」（プランニング・オフィス社）（月刊誌）
  - 「仙台っこ」（今野印刷株式会社）（隔月刊誌）
  - 「仙台Travis」（廃刊）（富裕層向け）
  - 「仙台おもせ」（廃刊）
- 山形県
  - 山形市「ZERO★23」（アサヒマーケティング）※（月刊誌）
  - 「山形タウン情報誌 Waiwai」（フリーペーパー）
- 福島県
  - 「CJ Monmo」（エス・シー・シー【日進堂グループ 】）※（月刊誌）
  - 福島市「シティ情報ふくしま」（エス・シー・シー）（廃刊）
  - いわき市「タウンマガジンいわき」（株式会社アド・プラン）（月刊誌）
  - 郡山市「こおりやま情報」（廃刊）

### 関東地方

#### 広域タウン情報誌
- 首都圏
  - 「angle」（主婦と生活社）（廃刊）
  - 「OZ magazine」（スターツ出版）
  - 「散歩の達人」（交通新聞社）（月刊誌）
  - 「アクティブじゃらん」（廃刊）
  - 「リラックスじゃらん」（廃刊）
  - 「おとなのいい旅東日本版」（廃刊）
  - 「東京ウォーカー」（休刊）
  - 「TOKYO1週間」（廃刊）
  - 「めしとも」（角川マーケティング）（廃刊）
- 神奈川県・東京多摩地域
  - 「タウンニュース」（フリーペーパー、ウェブマガジン）
- 八王子市・日野市、町田市・相模原市
  - 「ショッパー」（週刊フリーペーパー）-  1971年8月26日に町田・相模原版、翌1972年10月に八王子・日野版を創刊。発行は株式会社ショッパー社。2021年2月26日号（No.2400）をもって休刊[6]、2021年7月3日号（No.2401）より復刊[7]。
- 足利市・両毛5市、栃木県南部
  - 「渡良瀬通信」（有限会社みにむ）（月刊誌）
- 山梨県・甲府市近郊、中西部
  - 「ParuPi (パルピー) 」（月刊フリーペーパー誌）

#### 県域タウン情報誌
- 栃木県
  - 宇都宮市「タウン情報 もんみや (MONMIYA) 」（株式会社新朝プレス）※（月刊誌）
  - 「月刊 fooga」（コンパス・ポイント）（廃刊）
  - 足利市「足利漫我人（あしかがまがじん）」（廃刊）
- 千葉県
  - 「ぐるっと千葉」（有限会社ちばマガジン）（月刊誌）
  - 「千葉ウォーカー」（休刊）
  - 市川市・浦安市「アエルデ浦安・新浦安版」（スターツ出版）（フリーペーパー）
  - 「楽City!」（有限会社千葉メディア）（フリーペーパー）
- 東京都
  - 「東京人」（都市出版株式会社）（月刊誌）
  - 「東京カレンダー」（東京カレンダー株式会社）（月刊誌）
  - 中央区「日本橋」（有限会社月刊日本橋）（フリーマガジン）
  - 中央区「銀座百点」（協同組合銀座百店会）（フリーマガジン）
  - 江戸川区「アエルデ江戸川版」（スターツ出版）（フリーペーパー）
  - 台東区「月刊浅草」（株式会社東京宣商）（フリーペーパー）
  - 世田谷区「世田谷ライフmagazine」（株式会社ヘリテージ）（季刊誌）
  - 多摩地区「たまら・び（旧多摩ら・び）」（発行：多摩情報メディア／発売：けやき出版）
- 神奈川県
  - 「横浜ウォーカー」（休刊）
  - 「横浜タウン情報誌 アーバン」（アーバン企画）（折込版）
  - 「フレヴァン」（フリーマガジン）

### 中部地方

#### 広域タウン情報誌
- 中京圏
  - 「東海じゃらん」（隔月刊誌）
  - 「東海ウォーカー」（定期雑誌休刊→ムック）
  - 「スパイマスター東海版(SpyMaster)」（廃刊）
  - 「東海スパイガール(SpyGirl)」（地域限定女性ファッション誌）(株式会社流行発信)（廃刊）
- 北陸地方
  - 富山県 石川県 福井県「自然人」（休刊）
- 北陸新幹線沿線
  - 新潟県 富山県 石川県 福井県 長野県「Rural」（ルーラル、季刊誌） - 北陸新幹線金沢延伸を機に[8]、2016年3月創刊、8万部販売。誌名は「地方の」という意味[9]。

#### 県域タウン情報誌
- 新潟県
  - 新潟市「月刊にいがた」（ジョイフルタウン）※（月刊誌）
  - 「月刊 新潟こまち」（ニューズ・ライン）（月刊誌）
  - 「Pas Magazine」（ジョイフルタウン）（廃刊）
  - 「新潟WEEK!」（ニューズ・ライン）（廃刊）
- 富山県
  - 富山県内「Takt」（シー・エー・ピー）※（月刊誌）
  - 富山県全域「月刊タウン情報とやま」（シー・エー・ピー）（休刊）
- 石川県
  - 金沢市「Clubism」（金沢倶楽部）（廃刊）
  - 金沢市「金澤」（金沢倶楽部）（廃刊）
- 福井県
  - 福井県全域「月刊URALA」（ウララコミュニケーションズ）（月刊誌）
  - Clubism（月刊誌）
- 長野県
  - 長野県全域「長野Komachi」（株式会社長野こまち）（月刊誌）（女性誌）
  - 長野県全域「NaO」（休刊） - 2008年4月号を以て休刊、ウェブマガジン化[10]。
  - 長野県全域「KURA」（まちなみカントリープレス）（廃刊） - 2001年11月創刊、5万部販売。誌名は歴史のある蔵から[11]。軽井沢・安曇野といった各地域ごとにクローズアップした「KURA別冊」（不定期刊）もある[12]。
  - 長野県全域「日和」（まちなみカントリープレス）（廃刊） - 若者向けに2005年3月創刊、10万部販売[13]。
  - 長野市「ながの情報」（月刊フリーペーパー）
  - 軽井沢町「軽井沢ニュース」（月刊フリーペーパー）
  - 軽井沢町「軽井沢新聞」（月刊フリーペーパー）
  - 軽井沢町「軽井沢ヴィネット」（春と夏に発行）
- 静岡県
  - 静岡県全域「さんらいふ」毎月第1・第3金曜日新聞に折り込まれる
  - 浜松市「TanHAMA」（月刊誌）
  - 静岡県東部「KATIE（ケイティ）」（フリーペーパー）
  - 「Tonight」（フリーペーパー）
  - 「Tonight East」（フリーペーパー）
  - 静岡県中部・東部「VOGA」（フリーペーパー）
  - 静岡県中部・西部「BEEHIVE」（フリーペーパー）
- 愛知県
  - 「KELLy」（株式会社ゲイン）※（隔月刊誌）
  - 「Cheek」(株式会社流行発信)
  - 名古屋市「フリーマガジンKILALA」（フリーペーパー）
  - 西三河・知多「t×wang（ティーワン）」（廃刊）
  - 岡崎市・三河「RARE（旧名称リバーシブル）」（フリーペーパー・月刊誌）（廃刊）
- 岐阜県
  - 岐阜県全域「hitomi」（まちなみカントリープレス）（廃刊） - 2010年3月25日創刊、5万部販売。誌名の由来は飛騨と美濃[14]。
  - 岐阜市「月刊タウン情報 ぎふ (TJ-GIFU)」（サンメッセ）（廃刊）
  - 岐阜県内、尾張地区「OREILLE（オレイユ）」（廃刊）
- 三重県
  - 伊勢市「月刊 Simple（しんぷる）」（株式会社ゼロ）（月刊誌）旅チャンネルとのコラボ番組「タウン誌の旅」第1話に登場
  - 伊勢市「伊勢人」（伊勢文化舎）（不定期刊誌）
  - 伊賀地方「伊賀タウン情報YOU」（フリーペーパー）
  - 三重県内「ワイヤーママ（三重版）」（廃刊）
  - 四日市市「Kujira」（くじら編集室）（廃刊）

### 関西地方

#### 広域タウン情報誌
- 関西地方
  - 「プレイガイドジャーナル」（プレイガイドジャーナル社）（廃刊）
  - 「関西・中国・四国じゃらん（旧関西じゃらん）」（リクルート）（隔月刊誌）
  - 「おとなのいい旅中部・西日本版」（リクルート）（廃刊）
  - 「別冊angle 関西版」（主婦と生活社）（廃刊）
  - 「関西ウォーカー」（定期雑誌休刊→ムック）
  - 「KANSAI1週間」（廃刊）
- 京阪神
  - 「SAVVY」（京阪神エルマガジン社）（月刊誌）
  - 「Meets Regional」（京阪神エルマガジン社）（月刊誌）
  - 「Lmagazine（エルマガジン）」（京阪神エルマガジン社）（休刊）
  - 「Richer」（リシェ）（京阪神エルマガジン社）（休刊）
  - 「スパイマスター関西版(SpyMaster)」(株式会社流行発信)（廃刊）
  - 「関西スパイガール セレクト(SpyGirl)」（やまの出版）（廃刊）
- 京滋
  - 「Leaf (タウン情報誌)」（リーフ・パブリケーションズ）（定期刊行終了）

#### 県域タウン情報誌
- 滋賀県
- 京都府
  - 「月刊京都」（白川書院）（月刊誌）
  - 「京都CF!」（休刊）
  - 「京都の情報誌 ゴ・バーン」（フリーペーパー）
  - 「京都 ガンバル女性の応援マガジン サクラ咲く（フリーペーパー）」
- 大阪府
  - 「月刊せんば」（チャネラー）（廃刊）
  - 「大阪人」（休刊）
- 兵庫県
  - 神戸市「月刊神戸っ子（KOBECCO）」（服部プロセス株式会社）（月刊誌）
  - 「神戸ウォーカー」（休刊）
- 奈良県
  - 「月刊大和路ならら」（一般社団法人なら文化交流機構）
  - 奈良市「タウン情報 ぱーぷる」（エヌ・アイ・プランニング）（休刊）
  - 桜井市「やまとびと」（やまとびと株式会社【旧共栄印刷】）（フリーペーパー→2016年会員制季刊誌）
- 和歌山県
  - 和歌山市「和歌山タウン情報アガサス(agasus)」（アガサス）（廃刊）　旅チャンネルとのコラボ番組「タウン誌の旅」第2話に登場

### 中国地方

#### 広域タウン情報誌
- 中国地方
  - 「じゃらん中国・四国」（休刊、関西版に統合）
- 山陰地方（島根県・鳥取県）
  - 松江市「タウン情報 Lazuda」（株式会社メリット）※（月刊誌→フリーペーパー）
  - 「さんいんキラリ」（有限会社グリーンフィールズ）
  - 「山陰WINK」（三和印刷）（廃刊）

#### 県域タウン情報誌
- 岡山県
  - 岡山市「月刊タウン情報おかやま」（株式会社ビザビ）※（月刊誌）（情報源は県内全域が対象。読者層は、全年齢・性別問わずが対象だが、概ね30代までの女性が好むような記事が多い）
  - 岡山市「Osera（オセラ）」（株式会社ビザビ）（隔月刊）（情報源は県内全域と近県）（タウン情報おかやまではもの足りなくなった中高年齢層以上向け）
  - 津山市「岡山県北タウン情報 JAKEN」（株式会社スタジオ ア・ビアント）（月刊誌）（情報源は県北部地域が対象）
  - 津山市「岡山県北(津山・真庭・美作周辺)の情報誌アットタウン」（AFWアットタウン）（フリーペーパー）（情報源は県北部地域が対象）
- 広島県
  - 福山市「Wink福山・備後」（アスコン【青山商事グループ】）（月刊誌）
  - 広島市「Wink広島」（アスコン）（月刊誌）
  - 広島市「月刊タウン情報 ひろしま（TJ Hiroshima）」（アドプレックス【中国電力グループ】）※（月刊誌）
  - 呉市「くれえばん」（SAメディアラボ【エスエーホールディングス傘下】）（月刊誌）
- 山口県
  - 周南市「山口県タウン情報 トライアングル」（ふじたプリント社）（月刊誌）（情報源は県内全域ではあるが、周南地区を中心とした紙面）

### 四国地方

#### 広域タウン情報誌
- 四国地方
  - 「じゃらん中国・四国」（休刊、関西版に統合）
- 徳島県
  - 「月刊タウン情報トクシマ」（メディコム）（月刊誌）
  - 「月刊タウン情報CU*」（メディコム）（月刊誌）（20-30代向け）
  - 徳島市「あわわ」（あわわ【セーラー広告傘下】）（月刊誌→フリーマガジン）
  - 「ワイヤー（旧ワイヤーママ）」（あわわ）（フリーマガジン）（育児雑誌）
  - 「月刊 Geen」（あわわ）（廃刊）
  - 「ASA」（あわわ）（廃刊）（20-30代向け）　旅チャンネルとのコラボ番組「タウン誌の旅」第3話に登場
  - 「050」（あわわ）（廃刊）（40-50代向け）
- 香川県
  - 「月刊 ナイスタウン」（株式会社ナイスタウン）※（月刊誌）
  - 「月刊 香川こまち」（アイクコーポレーション）（廃刊）
- 愛媛県
  - 松山市「タウン情報 まつやま」（株式会社エス・ピー・シー【セキ株式会社傘下】）※（月刊誌）
  - 「月刊 愛媛こまち」（アイクコーポレーション）（月刊誌）
- 高知県
  - 高知市「ほっとこうち」（株式会社 ほっとこうち）※（月刊誌）
  - 「タウン情報 こうち」（廃刊）
  - 「velocity」（廃刊）

### 九州地方

#### 広域タウン情報誌
- 九州地方
  - 「じゃらん 九州発」（リクルート）（隔月刊）
  - 「おとなのいい旅九州」（リクルート）（廃刊）
  - 「スパイマスター九州版（SpyMaster）」(株式会社流行発信)（廃刊）
  - 「スパイガール スタイル 九州版(SpyGirl)」（やまの出版）（廃刊）

#### 県域タウン情報誌
- 福岡県
  - 福岡市「シティ情報 Fukuoka」（株式会社シティ情報ふくおか【アプライドグループ】）（月刊誌）
  - ソワニエプラス（エフエム福岡）（隔月刊）
  - 筑後地方「gekkle（月刊くるめ）」（Webトレンドデザイン）
  - 「kyushu eyes」（廃刊）
  - 「no!福岡」（廃刊）
  - 「外戸本」（文榮出版社【エフエム福岡グループ】）（廃刊）
  - 「福岡ウォーカー」（休刊）
  - 北九州市「おい街」（廃刊）
  - 筑後地方「タウン情報 people」（廃刊）
- 佐賀県
  - 佐賀市「月刊タウン情報 さが」（廃刊）　旅チャンネルとのコラボ番組「タウン誌の旅」第3話に登場
- 長崎県
  - 長崎市「ながさきプレス」（株式会社ながさきプレス）※（月刊誌）
  - 「ザ・ながさき」(THE NAGASAKI)（廃刊）
  - 「リブながさき」（廃刊）
- 熊本県
  - 熊本市「月刊タウン情報 クマモト」（ウルトラハウス）（休刊）
  - 熊本市「mocos（モコス）」（廃刊）女性誌
  - 人吉市「どぅぎゃん」（月刊誌）
- 大分県
  - 大分市「月刊シティ情報 おおいた」（おおいたインフォメーションハウス【大分合同新聞社グループ】）※（月刊誌）
  - 大分市「月刊セーノ！」（おおいたインフォメーションハウス）（月刊誌）
  - 大分市「CONKA」（休刊）
  - 大分市・別府市「イーヤン」（フリーペーパー）
  - 別府市・中津市「フリーマガジン Smile」（フリーペーパー）
- 宮崎県
  - 「月刊情報タウン みやざき」（鉱脈社）※（月刊誌）
  - 「月刊パームス」（フリーペーパー）
- 鹿児島県
  - 鹿児島県内、宮崎県の一部「月刊タウン情報誌 TJカゴシマ」（斯文堂）（休刊[15]）
  - 鹿児島県内、宮崎県の一部「Leap」（南日本出版【映広グループ】）（休刊[16]）

### 沖縄地方
- 沖縄県
  - 「おきなわいちば」（光文堂コミュニケーションズ）
  - 那覇市「おきなわ倶楽部」（株式会社ダイオキ）（休刊[17]）
  - 那覇市「おきなわJOHO」（休刊）
  - 「ゆくるポン」（フリーペーパー）
  - 「yukurupon」（フリーペーパー）